# Hypenodinae
De Hypenodinae vormen een onderfamilie in de vlinderfamilie van de spinneruilen (Erebidae).

## Geslachten
- tribus Hypenodini
  - Costankia
  - Dasyblemma
  - Dyspyralis
  - Eucosmocara
  - Feathalina
  - Hypenodes
  - Luceria
  - Parahypenodes
  - Schrankia
  - Trigonistis
- tribus Micronoctuini
  - Disca
  - Epatolmis
  - Micronoctua
  - Mimachrostia
  - Pollex